# Bitwa u przylądka Artemizjon
Bitwa u przylądka Artemizjon – starcia na morzu stoczone w sierpniu 480 roku p.n.e. przez siły zjednoczonych państw greckich z flotą perskiego imperium w pobliżu przylądka Artemizjon na Eubei podczas najazdu Kserksesa I na Grecję. 
Było to miejsce pierwszej wielkiej bitwy morskiej pomiędzy Grekami i Persami. Stosunkowo dokładny opis tych wydarzeń zawarty jest w Dziejach Herodota (ks. VI, VII, VIII).
Strategiczny plan Greków przewidywał powstrzymanie inwazji Persów przez obronę dwóch kluczowych pozycji: lądowej w wąwozie termopilskim, blokującej dostęp do krain Grecji środkowej, oraz morskiej koło przylądka Artemizjon, która podobnie broniłaby wejścia do Cieśniny Eubejskiej. Ich bliskość umożliwiała też obrońcom wzajemną łączność i łatwy kontakt w warunkach bojowych. Sprzyjającą im okolicznością był fakt, iż podczas burzy u brzegów Magnezji zatonęło 400 okrętów nieprzyjacielskich zmierzających ku Eubei. Brak orientacji w tym akwenie (nieznajomość prądów morskich i niewiedza o strefie burz) przyczyniły się do tak znacznych strat Persów, które mogły okazać się decydujące dla dalszego przebiegu kampanii. Nie osłabiły one jednak nadmiernie floty perskiej, która nadal liczyła około 1000 okrętów. Flota grecka pod dowództwem Spartanina Eurybiadesa liczyła nie więcej niż 300 okrętów.
Zgodnie z planem, powiadomione o zbliżaniu się wrogiej armady okręty greckie zablokowały jej szlak przy północnym przylądku Eubei w tzw. kanale Oreos. Bitwa morska rozpoczęła się dopiero w trzecim dniu starć lądowych w Termopilach i udowodniła wartość bronionej pozycji, bowiem mimo przewagi liczebnej, Persom nie udało się jej sforsowanie. Sukcesu nie zdołali jednak odnieść i Grecy, pomimo zadania nieprzyjacielowi ciężkich strat. Persów zawiodła też kolejna próba zamknięcia sił greckich w pułapce poprzez wysłanie 200 galer, które okrążając wyspę, miały zaatakować od tyłu: następna silna burza zniszczyła je już pierwszej nocy.
Trzeciego dnia doszło do drugiej bitwy obu flot, która po ciężkich walkach również nie przyniosła decydującego wyniku. W tym czasie do Greków dotarły już wieści o klęsce pod Termopilami, co skłoniło Eurybiadesa podjęcia decyzji o wycofaniu się nocą przez cieśninę Euripos na południe. Po udanym odwrocie flota sprzymierzonych skierowała się do Zatoki Sarońskiej w pobliżu Salaminy, gdzie przewidywano dalszy ciąg morskich działań wojennych. Zgromadzone tam siły liczyły więcej okrętów niż dotychczas, uzupełnione rezerwami ateńskimi oraz posiłkami z innych państw, które dotarły z opóźnieniem.